# Mordechai Seter
Mordecai Seter, en hebreu מרדכי סטר, (Novorossiysk, Imperi Rus, 26 de febrer, 1916 - Tel Aviv (Israel), 8 d'agost, 1994), fou un compositor israelià. Juntament amb compositors com Paul Ben-Haim, Ödön Pártos i Josef Tal, pertany a la generació fundadora del modernisme israelià, però va seguir un camí individual i, per tant, no pot ser assignat a cap direcció o escola compositiva. Com a professor universitari, va tenir un impacte durador en un gran nombre de joves artistes i professors israelians a partir dels seus amplis coneixements i ideals artístics.

## Vida i obra
Originari de Rússia, Seter va arribar a Palestina l'any 1926 i, als deu anys, va continuar la seva formació pianística, que havia començat com a estudiant a Novorossiysk. Als 16 anys va marxar a París i va estudiar del 1932 al 1937 a l'École Normale de Musique de París, on aviat es va decidir per una carrera com a compositor. Les assignatures bàsiques de l'École Normale incloïen l'estudi del cant gregorià i la polifonia renaixentista. En conseqüència, inicialment va compondre música coral que corresponia a aquest ideal sonor. Joachim Stutschewsky, un dels primers pioners de la música israeliana, va dirigir l'interès de Seter cap a les melodies hebreo-orientals recollides i publicades per Abraham Zvi Idelsohn. "La pròpia investigació etnomusicològica sobre Mizrahi tradicional [melodies jueves del Pròxim Orient] es va reflectir en una col·lecció de 144 de les seves pròpies transcripcions." A més, els seus estudis a París amb Paul Dukas i Nadia Boulanger i, ocasionalment, també amb Igor Stravinski. va inspirar la seva imaginació compositiva, de manera que Seter aviat va buscar un cantabile que estigués menys influenciat per l'Europa central que per la seva nova llar de Palestina. Igual que altres dels seus col·legues israelians, ara buscava un estil que revelés una identitat israeliana. Per fer-ho, va integrar inicialment “influències de la litúrgia jueva i el folklore sefardita amb una actitud modernista d'influència occidental en les seves primeres composicions. […] Més tard va desenvolupar un estil d'escriptura completament independent” en el qual va poder expressar les seves emocions i pensaments. Des de 1946 va ensenyar al "Music Teachers College" i de 1951 a 1985 a l'Acadèmia Rubin de Tel Aviv. "El seu control magistral de les forces sonores massives li va valer a Seter el Premi d'Itàlia el 1962 per l'obra de ràdio Midnight Watch. […] La música instrumental de Seter porta el segell de la seva experiència amb la música vocal, així com la monofonia i heterofonia oriental.”
Després de tornar a Tel Aviv, Seter es va convertir en professor a l'Escola de Professors de Música i, el 1972, professor a l'Acadèmia Rubin de la Universitat de Tel Aviv. Compositors com Tzvi Avni, Arie Shapira, Nurit Hirsh i el director d'orquestra Gary Bertini van estar entre els seus alumnes més destacats. Pel que fa a la composició, ara va caure temporalment en l'estela de Béla Bartók, com es pot comprovar en la seva Sonata per a violí sol i la seva Ricercare per a quartet de corda. La seva obra tardana es caracteritza, d'una banda, per la tècnica de dotze tons i, d'altra banda, pel treball estricte amb els modes que ell mateix va desenvolupar. Cadascun d'aquests 33 modes "conté de 12 a 25 notes diatòniques. Els modes creen una forta coherència en la seva obra tardana.” Durant els darrers anys de la seva vida, després d'haver escrit només per al seu propi instrument, el piano, durant un temps, no va posar més composicions en paper. Sembla com si recentment ha fracassat a causa dels seus propis estàndards de qualitat elevats, que tenien com a objectiu renovar constantment els mitjans sonors. Va veure una de les seves últimes composicions, Presence (1986), com un "testimoni": Un testimoni de la possibilitat d'una existència diferent. Existència en què el silenci és un so significatiu. En altres paraules: Seter havia arribat als límits del silenci amb la seva música i a finals dels anys 80 havia pres una posició artística que John Cage també representava, encara que d'una manera totalment diferent. Yuval Shaked, un dels millors experts en la música de Seter, veu la quinta essència d'aquestes obres últimes en particular com una tristesa abismal i desolació. En la seva opinió, el compositor finalment havia renunciat a la batalla en curs contra l'esvaïment dels tons tocats i escoltats anteriorment.

## Obres (selecció)
- Sabbath, Cantata per a solo, cor i orquestra de corda (1940)
- Four Festive Songs per Cor a capela (1946)
- Sonata per a violí sol (1953)
- Elegie per a viola (o clarinet) i piano (o quartet de corda o conjunt de corda/1954)
- Diptyque per a quintet de vent fusta (1955)
- Ricercar per a violí, viola violoncel i conjunt de corda (1956)
- A Valiant Woman – Música de ballet sobre temes iemenites (1957)
- Tikun Hatsot [Midnight Watch] Oratori per a solistes, cor i orquestra (1958–1961)
- 1. Quartet de corda (1958–1961)
- Agadat Yehudit [The Judith Legend] música de ballet (1962)
- Jephtah's Daughter (1965)
- Jerusalem per a cor i orquestra (1966)
- Epigramme per a flauta i violoncel (1970)
- Capricci per a piano (1972)
- Trio per a violí, violoncel i piano (1973)
- 3. Quartet de corda (1976)
- Sonata per a piano (1982)
- Piano Preludes To... (1982)
- Music per a piano (1982)
- Piano Cycle (1982)
- Dialogues per a piano (1983)
- Improvisation per a piano (1983)
- Opposites unified per a piano (1984)
- Triptyque I - III per a piano (1985)
- Violin and Piano (1985)
- Dialogue?... per a piano (1986)
- Presence per a piano (1986)

## Honors i Premis
- Engel Prize (1945 i 1954)
- MILO Prize (1961)
- Premio Italia (1962)
- Israel Prize (Música) 1965
- ACUM Prize per l'obra de la seva vida (1983)